# Забелин, Иван Егорович
Ива́н Его́рович Забе́лин (17 [29] сентября 1820, Тверь — 31 декабря 1908 [13 января 1909], Москва) — русский археолог и историк, специалист по истории Москвы, один из крупнейших московских гуманитариев пореформенной эпохи, общественный деятель. Действительный тайный советник (1908).
Член-корреспондент по разряду историко-политических наук (1884), почётный член Петербургской академии наук (1907), инициатор создания и товарищ председателя Императорского Российского Исторического музея имени Императора Александра III, почётный вольный общник (с 1885) и действительный член Императорской Академии художеств (с 1895).

## Биография
Родился в 1820 году в Твери. Отец, Георгий Степанович Забелин из семьи сельского священника, служил чиновником — коллежским регистратором. Семья жила на окраине города, по рассказам матери, отец его получал достаточный оклад, был на хорошем счету у начальства, семья жила не богато, но без нужды. В 1821 году Егор Степанович получил место в Московском губернском правлении, семья переехала в Москву. В 1828 году его отец внезапно умер. Мать была вынуждена браться за любую работу, сын был предоставлен сам себе, случалось, что он жил у чужих людей. Затем она получила место экономки с условием, что жить и работать в доме будет одна: его брат был определён в Воспитательный дом, в 1832 году Ивана по предписанию Приказа общественного призрения определили в Преображенское сиротское училище, где Забелин окончил пять классов и «учился <…> с большим успехом и обнаружил большие дарования», став первым учеником в классе по всем предметам.
Попечитель училища Д. М. Львов дал ему рекомендации, и в 1848 году Забелин получил место писца, а в том же 1848 году — канцелярского служителя второго разряда, затем помощника архивариуса в Оружейной палате. С 1856 года — архивариус Московской дворцовой конторы, затем — консультант учёных посетителей. Работал с архивными документами, изучал русские древности, проводил экскурсии, составлял каталоги фондов. Одновременно вёл самостоятельную научную работу, в начале 1850-х годов опубликовал около сорока научных статей. По архивным документам написал свою первую статью о поездках русских царей на богомолье в Троице-Сергиеву лавру, напечатанную в сокращённом варианте в «Московских губернских ведомостях» (№ 17 за 1842 год). Статья, уже переделанная и дополненная, появилась в 1847 году в «Чтении Московского общества истории и древностей».
В 1850 году занял первое место в конкурсе Петербургского исторического общества, написав исследование на тему «История русских школ иконописания до конца XVII века», после чего был принят в члены Археологического общества.
В 1851 году избран действительным членом Московского общества истории и древностей Российских при Московском университете. С 1879 по 1888 годы — председатель Общества.
В 1855 году — архивариус Московской дворцовой конторы.
С 1856 года — редактор неофициальной части газеты «Московские губернские ведомости». Вводит в газете раздел «Материалы для истории Москвы и её окрестностей».
С 1859 по 1876 служит в петербургской Археологической комиссии.
В 1853—1854 годах — преподаватель истории в Константиновском межевом институте, до 1871 года вёл курс русской истории в школе топографов.
В 1859 году по предложению графа С. Г. Строганова Забелин перешёл в Императорскую археологическую комиссию младшим членом, и ему были поручены раскопки скифских курганов в Екатеринославской губернии и на Таманском полуострове, около Керчи, где было сделано множество интереснейших находок, им была разработана передовая методика раскопки курганов. Забелин впервые использовал археологические данные для установления границ скифских земель — пресловутого четырёхугольника Геродота. Исследовал такие археологические памятники, как Чертомлыцкий курган, Большую и Малую Близницы, Томаковскую могилу. По результатам раскопок в 1862—1863 гг. получил чин старшего члена Археологической комиссии. Результаты раскопок описаны Забелиным в «Древностях Геродотовой Скифии» (1866 и 1873) и в отчётах Археологической комиссии. В 1876 году Забелин оставил службу в комиссии. В 1871 году университет святого Владимира удостоил его степени доктора русской истории. В 1879 году избран председателем Московского общества истории и древностей и затем — товарищем председателя Императорского Российского Исторического музея имени Императора Александра III.
С 1864 года — член Московского археологического общества.
С 1869 по 1872 год — руководитель раскопок в Фанагории, в 1873 году — в Ольвии.
С 1872 года активный член комиссии по постройке здания московского Исторического музея.
С 1883 по 1908 год фактический руководитель Исторического музея.
В 1884 году Академия наук избрала Забелина в число членов-корреспондентов, а в 1892 году — своим почётным членом. На торжественном праздновании 50-летнего юбилея (первой публикации) в 1892 году Забелина приветствовал весь русский учёный мир.
В 1871 году университет святого Владимира присвоил Забелину степень доктора русской истории.
В 1879 году избран председателем Московского общества истории и древностей, в этом же году получает должность товарища председателя Императорского Российского Исторического музея имени Императора Александра III в Москве.
В 1884 году избран Академией наук членом-корреспондентом, с 1892 года — почётный член Академии.
В 1876 году «произведён за отличие» в Действительные Статские Советники.
В 1880 году Московская дума поручила И. Е. Забелину руководство группой учёных для подготовки и издания «Истории Москвы».
Был женат на М. П. Андроновой, в браке родилось восемь детей.
Скончался в 31 декабря 1908 [13 января 1909]. Похоронен на Ваганьковском кладбище (23 уч.).

## Историк-самородок
Самообразованием Забелин занимался всю жизнь: в детском возрасте самостоятельно научился читать и писать, работая помощником архивариуса, читал основные труды по отечественной истории — Щербатова, Карамзина, Татищева, труды современников — Ключевского, Соловьева, Полевого, прослушал курс лекций Грановского, общался с М. П. Погодиным, И. М. Снегирёвым, П. М. Строевым, посещал кружок А. В. Станкевича. Постоянными посетителями кружка были профессора И. К. Бабст, Б. Н. Чичерин, С. М. Соловьев, К. Д. Кавелин, писатель Н. Ф. Павлов, журналист М. Н. Щепкин, публицист В. П. Боткин, врач Н. Х. Кетчер и другие видные деятели.
Научные взгляды Забелина формировались под влиянием произведений К. Д. Кавелина, западных мыслителей (Л. Фейербаха, М. Лазаруса). Определённое воздействие оказали журнальные дискуссии о том, как следует применять в исторической науке методы позитивизма, концепции регионализма, органицизма и народного духа.
В российской исторической науке Ивана Забелина часто называют основателем историко-археологического направления, исследовавшего коренные вопросы особенностей жизни русского народа.
Видные представители русской культуры обращались к Забелину за советом: Лев Толстой, Николай Рерих, Николай Гоголь, Александр Островский, художники А. Васнецов, И. Репин и многие другие. Под впечатлением книги И. Е. Забелина «Домашний быт русских цариц в XVI—XVII веках» В. Суриков написал картину «Посещение царевной женского монастыря» (1912 год). Серов, прежде чем написать портрет И. Забелина, изучил его монографию «Домашний быт русского народа». П. Н. Милюков ставит имя учёного в один ряд с такими видными деятелями того времени: Афанасьев, Буслаев, Костомаров, Бестужев-Рюмин, Щапов.
Взгляды К. Е. Маковского на отечество и его прошлое во многом совпадали с теми, которые содержались в трудах И. Е. Забелина. Исследования о жизни народа нашли отражение в исторических картинах художника, посвящённых отдельным событиям, быту и культуре России.
В трудах И. Забелина прослеживается отчётливое внимание к деталям, приверженность автора к фактам и объективности: наряду с положительными, он отмечает отрицательные черты древней русской истории, подчёркивает важность экономических отношений в истории политики и культуры. Он внёс «крупный вклад в разработку истории материальной культуры, быта, археологии и истории Москвы». Помимо И. М. Снегирёва и Т. Н. Грановского, на научные взгляды Забелина значительное влияние оказали произведения К. Д. Кавелина, западных (преимущественно немецких) мыслителей (Л. Фейербаха, М. Лазаруса), а также журнальные дискуссии середины XIX века о применении в исторической науке методов позитивизма, концепций органицизма, регионализма и народного духа.
На протяжении всей жизни Забелин был страстным коллекционером: рукописей, карт, икон, эстампов, нумизматических знаков, книг, составивших обширную библиотеку. Его коллекция насчитывала около тысячи единиц. По завещанию, его коллекция и библиотека перешли на хранение в Исторический музей и Историческую библиотеку.
В 1961 в память об Иване Забелине бывший Большой Ивановский переулок между Солянкой и Старосадским переулком был переименован в улицу Забелина.

## Важнейшие труды и значение
Историк и общественный деятель С. О. Шмидт отмечал:

"Он был гениальным самородком, не получившим вообще высшего образования и недостаточно осведомлённым о заграничных изданиях. Тем более поразительны его историческая интуиция, его методические прозрения. Это редчайший пример того, когда знаточество аккумулируется в глубокое научное знание"— Иван Егорович Забелин
Друг И. Е. Забелина, филолог Д. Щепкин, сказал, что «такие звезды светят народу раз в столетие».
Большую роль И. Е. Забелин сыграл в деле изучения и популяризации российской истории, а его биография — пример учёного, который создал себя сам с помощью настойчивой тяги к знаниям и огромного трудолюбия
Иван Забелин отличался широким кругом интересов. Несмотря на то, что тематика его работ была широка и разнообразна, она объединялась общей целью — исследовать русский национальный быт в историческом процессе развития общества и государства, последовательно отстаивая самобытность русской культуры. По его мнению, по количеству и качеству золотых изделий, найденных под руководством Забелина в Чертомлыкском кургане, он и сегодня стоит на первом месте среди археологических находок в курганах.
Как специалист-музейщик консультировал председателя Московского общества истории и древностей российских графа А. С. Уварова, председателя Всероссийской политехнической выставки 1872 года в Москве. Как археолог заново создал новый, передовой для того времени метод исследования курганов. По выражению советского археолога-слависта и историка А. В. Арциховского «он добился исключительного для той эпохи умения — читать земные слои», сам делал чертежи курганных профилей. Находки, сделанные во время раскопок двух курганов Забелиным — Чертомлык и большая Близница — изучаются археологами всего мира, внесены во все каталоги античной археологии.
К Забелину обращались по разным вопросам редакторы и издатели. Он сотрудничал в таких изданиях как «Московские губернские ведомости», «Записки Императорского археологического общества», «Чтения в Обществе истории и древностей российских», «Библиографические записки», «Современник», «Русский архив», «Отечественные записки», «Русский художественный архив», «Русский вестник», и других, публикуя понятные и интересные статьи на исторические темы в массовых литературных журналах — «Москвитянин», «Современник», «Отечественные записки». Н. Г. Чернышевский в 1856 году писал: «Г. Забелин представил превосходные исследования о некоторых сторонах домашнего быта».
По мнению ректора Харьковского университета Д. И. Багалея, Забелин стал основателем «историко-археологического направления» в российской исторической науке. Первые фундаментальные сочинения Забелина — «Домашний быт русских царей в XVI—XVII веках» (1862) и «Домашний быт русских цариц в XVI—XVII веках» (1869, 2-е издание — в 1872); им предшествовал ряд статей по отдельным вопросам того же рода, печатавшиеся в «Московских ведомостях» в 1846 году и в «Отечественных записках» в 1851—1858 годах. Наряду с обстоятельнейшим исследованием образа жизни царя и царицы здесь были приведены результаты исследования значения Москвы как вотчинного города, о роли дворца государя, о положении женщины в древней России, о влиянии византийской культуры, о родовой общине. Важное значение имеет и развитая Забелиным теория вотчинного происхождения государства.
Продолжением I главы «Домашнего быта русских царей» является статья «Большой боярин в своем вотчинном хозяйстве» («Вестник Европы», 1871, № 1 и 2). Изданные в 1876 и 1879 годах два тома «Истории русской жизни с древнейших времён» представляют собой начало обширного труда по истории русской культуры. Забелин хотел выяснить все самобытные основы русской жизни и её заимствования у соседей.
Теория о происхождении шатровых храмов
Воззрения И. Забелина на проблемы становления и существования русского стиля в древнерусской архитектуре привели к созданию теории о происхождении шатровых храмов и разработке методологии исследования древнерусского зодчества. Отсутствие в конце XIX века фактов и достоверных сведений о древнерусской архитектуре способствовало обращению к памятникам прошлого. И. Забелин в 1878 году публикует в двух номерах «Древней и Новой России» статью «Черты самобытности в древнерусском зодчестве» (позднее была напечатана книга), которая стала главным вкладом И. Забелина в исследование древнерусского зодчества. В этой работе историк отметил, что его предшественники мало уделяли внимания национальной компоненте древнерусского зодчества, и провёл краткое исследование, посвящённое роли самобытной русской архитектуры в деревянном строительстве. Исследование было проведено на основе источников: летописных упоминаний XII—XV веков о возведении церквей, а также анализа сохранившихся деревянных храмов Севера, построенных в XVII—XVIII веках. В первой половине XVI века шатровую и «красивейшую по народным понятиям» форму русские мастера сохранили в каменной архитектуре, создавая формы деревянных построек на основе нового материала — кирпича. Забелин в своём труде делает вывод о существовавшей в «народном» зодчестве устойчивой традиции — строительстве «круглых» (многогранных, центрических) церквей, которые имели шатровое завершение.
Так же, как и шатровая форма, была сохранена архитектура столпообразных храмов, истоки которых И. Забелин видел в народном зодчестве. В летописных свидетельствах XIII века сохранились прототипы каменных «столпов» — сторожевые башни-вежи. Исследования о шатровой архитектурной форме И. Забелин проводил на основе собранных им документов: изобразительного материала, письменных источников (акты и летописи), методом проведения обмеров и составления альбомов.
Не отрицая новшеств, привнесённых иностранными (в основном итальянскими) мастерами, учёный отводил им второстепенную роль. И. Е. Забелин считал, что несмотря на иноземное влияние, «Московская Русь крепко и во всем держалась своего ума и своего обычая», сопротивляясь давлению Византии, старавшейся «подчинить» себе древнерусское искусство. Примерами переноса архитектурных форм деревянного зодчества на новые каменные постройки могут служить, по мнению учёного, церковь Вознесения в Коломенском, Архангельский и Успенский соборы, а также собор Чудова монастыря. Его концепцию приняли практически все исследователи конца XIX-начала XX века. В 1930 году А. И. Некрасов назвал теорию Забелина «классической». Несмотря на то, что в советские времена имя И. Забелина было забыто и его труды не переиздавались, теорию о происхождении каменного шатрового зодчества в качестве одного из существенных общих вопросов истории древнерусской архитектуры использовали в разное время М. А. Ильин, Д. С. Лихачёв, П. А. Раппопорт.
Память
В России проходят ежегодные «Забелинские чтения», учреждена денежная «Премия имени И. Е. Забелина», которая вручается работникам краеведческих и исторических музеев России:
- в области реставрации музейных предметов и коллекций;
- в области научных исследований.

Основные труды и статьи
- Домашний быт русских царей в XVI и XVII столетии: В 3 кн. М., 1991. Кн. 1: Государев двор или дворец. Домашний быт русских цариц в XVI и XVII столетии. Новосибирск, 1992.
- Большой боярин в своем вотчинном хозяйстве (XVII век)// BE. 1871. Т. 1-2.
- Опыты изучения русских древностей и истории: В 2 ч. М., 1872—1873. 4. 1-2.
- История русской жизни с древнейших времен: В 2 ч. М., 1876—1879. 4. 1-2. — То же. 2-е изд., испр. и доп. М., 1908—1912. 4. 1-2.
- Минин и Пожарский: Прямые и кривые в Смутное время. М., 1883. — 3-є изд., доп. М., 1896. — 4-е изд., доп. М., 1901. — М., 1999.
- Москва и московская промышленная область. М., 1898. (Живописная Россия: В 12 т.; Т. 6, ч. 1).
- Русское искусство: Черты самобытности в древнерусском зодчестве. М., 1900.
- История города Москвы. М., 1902. Ч. 1. — То же. 2-е изд., испр. и доп. М., 1905. Т. 1. ч. 1. — То же. М., 1990. Репринт с изд. 1905. — То же. М., 1995. — То же. М., 1996.
- Современные взгляды и направления в русской истории: |1862 г.] // ИиИ. М., 1995.
- Записка И. Е. Забелина о комплектовании фондов Исторического музея / Подгот. В. Б. Шарков // АЕ за 1995 г. М., 1997.
- Первое водворение в Москве греколатинской и общей европейской науки: Речь… в память 200-летней годовщины рождения первого рус.историка В. Н. Татищева // ЧОИДР. 1866. Кн.4.
- Воспоминания о Д. А. Ровинском. СПб., 1896. [Письма И. Е. Забелина]// М. М. Стасюлевич и его современники в их переписке. СПб., 1912. Т. 2. Записные книжки И. Е. Забелина, 50-е годы XIX века / Публ. Н. А. Каргополовой // Российский Архив: * История Отечества в свидетельствах и документах, XVIII—XX вв. М., 1994. [Т.]5.
- Материалы для истории, археологии и статистики московских церквей…; Ч. 2.
- Список исследований, статей и заметок Забелина был помещён в издание «Общей истории и древностей» (М., 1886).
- Статьи 1850-х и 1860-х годов, собранные в двух томах «Опытов изучения русских древностей» (1872—1873)[27]:
- «История и древности Москвы» (т. 2)
- «Царь Алексей Михайлович» (т. 1)
- «Русская личность и русское общество накануне Петровской реформы» (т. 1)
- «Размышления о современных задачах русской истории и древностей» (т. 2).

Журнальные публикации
- Взгляд на развитие московского единодержавия // Исторический вестник, 1881 № 3, 4, 5)
- Черты самобытности в древнерусском зодчестве / Древняя и Новая Россия, 1878, № 3, с. 185—203, № 4, с. 282—303).
- О металлическом производстве в России до конца XVII века / [Соч.] И. Е. Забелина // Записки Имп. археол. о-ва. — 1853. — Т. 5, вып. 1. — 136 с.
- Историческое описание Московского ставропигиального Донского монастыря / Сост. И. Забелин. — Москва: В тип. Грачева и К°, 1865. — [8], 160 с.
- Кунцово и древний сетунский стан. — Москва: Тип. Грачева и К°, 1873. — 259 с.
- Домашний быт русского народа в XVI и XVII столетии: В 2 т. М., 1862—1869. Т. 1: Домашний быт русских царей в XVI и XVII столетии; Т. 2: Домашний быт русских цариц в XVI и XVII столетии. — То же. 2-е изд., доп. М., 1872. Т. 1, ч. 1; Т. 2. — То же. 3-е изд., доп. М., 1895—1901. Т. 1. ч. 1; Т. 2. — То же. 4-е изд., доп. М., 1918. Т. 1.ч. 1.
- Преображенское или Преображенск, московская столица достославных преобразований первого императора Петра Великого / Соч. Ив. Забелина. — Москва: тип. Э. Лисснер и Ю. Роман, 1883. — VI, 7—54 с.
- Материалы для истории, археологии и статистики города Москвы Собр. и изд. руководством и трудами И. Е. Забелина. Ч. 1. [XVI—XVIII вв.]. — М.: Моск. гор. дума, 1884. — [1] с., 88, 12 стб., [1] с. , 1384 стб.
- Материалы для истории, археологии и статистики города Москвы. Ч. 2: Собр. и изд. руководством и трудами Ивана Забелина. — Москва: Моск. гор. дума, 1891. — 278 с.
- История города Москвы / сочинение Ивана Забелина, написанное по поручению Московской Городской Думы. — 2-е издание, исправленное и дополненное, с рисунками в тексте и в особом альбоме. — Москва: издание автора, 1905. — XXVI, 652 с.
- История русской жизни с древнейших времен. Ч. 1: [Доисторическое время Руси] / сочинение Ивана Забелина. —- Москва: Типография Грачева и К°, 1876. — XII, 647 с.
- История русской жизни с древнейших времен. Ч. 2 / сочинение Ивана Забелина. — Москва: Типография Мартынова и К, 1879. — II, 520 с.

### Очерки по истории Смуты
Первым поводом для обращения Забелина к событиям Смуты стала полемика с Костомаровым, который в своих исторических характеристиках Минина и Пожарского использовал данные поздних и недостоверных источников. Забелин в своих полемических очерках убедительно доказал некорректность такого подхода, а затем обратился и к другим спорным вопросам истории Смуты. В последующих очерках он изложил свою точку зрения на суть происходивших в то время событий; показал тенденциозность и недостоверность многих данных знаменитого «Сказания» Авраамия Палицына; рассказал о забытом, но по-своему очень интересном герое Смуты — старце Иринархе. Вскоре вся эта серия очерков, появившихся первоначально в журнале «Русский архив» (1872, № 2—6 и № 12), была издана отдельной книгой, которая пользовалась популярностью и до 1917 года выдержала несколько изданий.

## Труды Забелина глазами его современников
Статьи о работах Забелина:
- Пыпин А. Н. Новые опыты построения русской истории (История русской жизни с древнейших времен. Сочинение Ивана Забелина. Часть первая. М. 1876) // Вестник Европы. — 1876. — № 8. — С. 678—704.
- Бестужев-Рюмин К. Н. История русской жизни с древнейших времен. Соч. Ив. Забелина. Москва 1876 г. // Древняя и новая Россия. — 1876. — № 8. — С. 386—387.
- Первольф И. Варяги-Русь и балтийские славяне // Журнал Министерства народного просвещения. — 1877. — № 7. — С. 96.
- Миллер О. История русской жизни с древнейших времен. Соч. Ив. Забелина, ч. 1. М. 1876 г., ч. 2. М. 1879 // Исторический вестник. — 1880. — Т. 1. — С. 210—213.
- 13-е присуждение Уваровской премии.

Обзор взглядов Забелина в «Истории русского самосознания» Кояловича.

## Археология
В 1860 году Забелин частично исследовал Краснокутский курган. В 1862 году в Поднепровье именно он раскопал знаменитый Чертомлыцкий курган. Этот огромный курган высотой более двадцати метров и объёмом около 100 000 кубических метров находился к северо-западу от Никополя.

## Факты
- Вероятно, Иван Забелин — единственный представитель народа, вышедший из самых низов, не имевший дворянского титула, которому в России в конце XIX века был присвоен чин тайного советника (1891 год). Николай II в 1908 году пожаловал учёного чином действительного тайного советника.
- Московский университет не пригласил ученого на работу из-за отсутствия у него университетского образования. Профессорское звание присвоил ему Киевский университет по совокупности трудов. Лишь в 1880-е годы Забелин становится почетным доктором Московского и Петербургского университетов.
- Государственный Исторический музей присуждает две премии имени Ивана Забелина: в области научных исследований и в области реставрации музейных памятников и коллекций.
- За труд «Домашний быт русских цариц» Иван Забелин получил Золотую медаль Археологического общества и Уваровскую премию.
- Иван Тургенев писал Забелину: «Ни у кого не нахожу я той ясной простоты изложения и того русского духа,.. которые мне так нравятся в Ваших вещах».
- В качестве приложения к книге Забелина «История города Москвы» был издан составленный историком альбом со старинными видами Кремля.
- Человек, не окончивший ни гимназии, ни университета, получил признание выдающихся российских историков.
- Открыл новое направление в российской историографии — описывал быт и жизнь людей как историк, с мельчайшими деталями.
- Его книги написаны увлекательно, вызывали интерес не только специалистов, но и читателей, тиражи быстро раскупались.
- После смерти Ивана Забелина в 1908 г. Кремлёвский проезд, между Красной и Воскресенской площадью[32], был переименован в Забелинский (с 1931 года вновь стал называться Кремлёвским), а при московской городской управе была создана библиотека, составленная из книг по истории Москвы и названная «Забелинской». С 1961 года имя Забелина носит улица между Солянкой и Старосадским переулком.